# ΜTorrent
µTorrent (также uTorrent и microTorrent, произносится как «ю-то́ррент», «мю-то́ррент» / «ми-то́ррент» или «микрото́ррент») — BitTorrent-клиент для Windows, macOS, Linux (веб-интерфейс) и Android, написанный на C++ и отличающийся небольшим размером и высокой скоростью работы при достаточно большой функциональности. В январе 2011 года количество пользователей в месяц достигло отметки в 100 миллионов.

## Возможности программы
- Ограничения максимальных скоростей скачивания и отдачи.
- Встроенный планировщик, позволяющий настройку этих ограничений в зависимости от времени.
- Ограничения максимальных скоростей каждого задания.
- Настройка кеширования файлов на жёстком диске.
- Поддержка DHT и Peer Exchange.
- Режим начальной раздачи (суперсид).
- Автоматическая закачка торрентов из ленты новостей RSS.
- Поддержка прокси-серверов.
- Удалённый доступ к µTorrent посредством веб-интерфейса[5].
- Поддержка технологии drag-and-drop для быстрой отправки файлов[6].
- Портативный режим для загрузки с USB-флеш-накопителя.
- Возможность подключения к трекеру по HTTPS и UDP.
- Шифрование протокола, совместимое с Azureus, Mainline и BitComet.
- Поддержка Юникода во всех версиях Windows.
- Поддержка UPnP во всех версиях Windows.
- Поддержка операционных систем Windows Vista, Windows 7, Windows 8 и Windows 10.
- Настройка интерфейса программы.
- Локализация на 66 языков, включая русский[7].
- Встроенный анонимный трекер, который может использоваться в качестве ретрекера.
- Поддержка magnet-ссылок.
- Предзагрузка magnet-ссылок с отображение их содержимого.
- В версии клиента 3.0 реализован обмен файлами напрямую без участия трекеров trackerless Drag-and-Drop Sending.
- В программе имеется графа «Рейтинг», где пользователь назначает от 1 до 5 баллов каждому торренту. Посмотреть общий рейтинг всех пользователей можно также в этой графе или внизу программы в подробной информации в графе «Рейтинги», где можно отправить свой комментарий или прочесть комментарии других о данном торрент-файле.[источник не указан 1926 дней].
- Возможность использовать шифрование всего трафика для обхода блокировки торрента в сети[8].

## Системные требования
Исполняемый файл µTorrent занимает порядка 20 мегабайт на диске, использует минимум оперативной памяти и ресурсов процессора. Программа может работать даже на устаревших компьютерах с процессором уровня Intel 80486
под управлением Windows 95 (версии до 1.8.5 build 17091). Windows 2000 поддерживается в версиях до 3.1.2 build 26776. Последняя версия для Windows XP — 3.5.5 build 45311 от 22 июля 2019 года. Однако официально о прекращении поддержки Windows XP не сообщалось. На официальном сайте программы эта операционная система всё ещё значится в списке поддерживаемых.

## Кроссплатформенность
Последняя бета-версия для macOS.
В версии для Mac OS X 10.5, 10.6 на процессорах Intel и PPC реализованы следующие возможности:
- Native Mac-клиент Cocoa
- Лёгкий и быстрый
- Несколько одновременных загрузок
- Шифрование протокола
- Обмен пирами
- Поддержка обмена без трекера (Mainline DHT)

Первая альфа-версия µTorrent под Linux была представлена 1 сентября 2010 года под 32-bit Ubuntu 9.10+, Debian 5+, Fedora 12+ и имеет версию 3.0 build 21701. Имеет web-интерфейс, доступный по адресу http://localhost:8080/gui/.
Основные возможности:
- Web-based remote control daemon
- Несколько одновременных загрузок
- Настраиваемый планировщик пропускной способности
- Ограничение скорости для всех или отдельных торрентов
- Быстрое возобновление прерванных передач
- Поддержка обмена без трекера (Mainline DHT)

## История

### История выпусков для Windows
| Версия            | Размер, кБ | Дата       |
| ----------------- | ---------- | ---------- |
| 1.0.0             | 77         | 2005-09-18 |
| 1.1               |            | 2005-09-21 |
| 1.1.7             |            | 2005-10-21 |
| 1.1.7.2           | 98         | 2005-10-22 |
| 1.2.2             | 107        | 2005-11-24 |
| 1.3.0             | 115        | 2005-12-10 |
| 1.4.2             | 142        | 2006-01-11 |
| 1.5.0             | 155        | 2006-03-08 |
| 1.6.1             | 173        | 2007-02-15 |
| 1.7               |            | 2007-04-05 |
| 1.7.1             |            | 2007-07-13 |
| 1.7.2             |            | 2007-07-21 |
| 1.7.3             |            | 2007-09-06 |
| 1.7.4             |            | 2007-09-06 |
| 1.7.7             | 214        | 2008-01-25 |
| 1.8               | 260        | 2008-08-09 |
| 1.8.1             | 263        | 2008-10-06 |
| 1.8.2             | 267        | 2009-01-24 |
| 1.8.3             | 281        | 2009-06-13 |
| 1.8.4             | 281        | 2009-08-12 |
| 1.8.5             | 282        | 2009-10-29 |
| 2.0.0             | 311        | 2010-01-25 |
| 2.0.1             | 313        | 2010-04-16 |
| 2.0.2             | 314        | 2010-05-13 |
| 2.0.3             | 319        | 2010-07-21 |
| 2.0.4             | 320        | 2010-08-25 |
| 2.2               | 385        | 2010-11-09 |
| 2.2.1             | 389        | 2011-03-09 |
| 3.0               | 624        | 2011-06-23 |
| 3.1               | 625        | 2012-01-10 |
| 3.1.1             | 727        | 2012-01-26 |
| 3.1.2             | 720        | 2012-02-02 |
| 3.1.3             | 997        | 2012-06-19 |
| 3.2               | 874        | 2012-07-05 |
| 3.2.1             | 941        | 2012-10-03 |
| 3.2.2             | 945        | 2012-11-08 |
| 3.2.3             | 946        | 2012-12-07 |
| 3.3               | 1030       | 2013-01-31 |
| 3.4.2             | 1820       | 2014-09-24 |
| 3.4.3             | 1900       | 2015-04-08 |
| 3.4.5             | 1990       | 2016-02-23 |
| 3.4.6             | 1930       | 2016-03-26 |
| 3.4.7             | 2083       | 2016-05-10 |
| 3.4.9             | 2184       | 2016-12-14 |
| 3.5.0             | 1935       | 2017-04-04 |
| 3.6.0 build 46896 | 2,4 MB     | 2022-11-22 |
| 3.6.0 build 47142 | 4,3 MB     | 2024-12-11 |

### Разработка
µTorrent первоначально задумывался как производительный клиент, минимальный как по размеру, так и по возможностям. Разработчик µTorrent Людвиг Стригеус начал писать клиент осенью 2004 года, затем забросил проект примерно на год и возобновил работу в сентябре 2005 года. Первая доступная версия (1.1 бета) появилась 18 сентября 2005 года.

### PeerFactor SARL
4 марта 2006 года компания PeerFactor SARL объявила о подписании шестимесячного контракта со Стригеусом для разработки «приложений для распространения контента через интернет».
Эта компания была образована бывшими сотрудниками компании PeerFactor, которая некоторое время являлась подразделением французской «антипиратской» организации RetSpan, известной своими подрывными действиями в отношении P2P-сетей.
В связи с этим некоторые пользователи высказали предположение о том, что Стригеусу нельзя доверять и что µTorrent может содержать дополнительный код для отслеживания действий пользователей. Домены utorrent.com, microtorrent.com и peerfactor.biz были занесены в чёрный список программы PeerGuardian.
Стригеус заявил, что до подписания контракта не был осведомлён о какой-либо связи сотрудников PeerFactor SARL с организацией RetSpan и что новый проект никак не затрагивает разработку µTorrent.
Никаких фактов, свидетельствующих о наличии в µTorrent подобных дополнительных модулей, обнаружено не было.

### Покупка компанией BitTorrent, Inc
В середине 2006 года Мартин Лорентсон ищет сотрудников для своего нового проекта Spotify и через общих знакомых по университету Чалмерса выходит на Людвига и знакомит его Даниэлем Эком. Последний принимает решение выкупить µTorrent, чтобы Людвиг сосредоточился на Spotify.
Даниэлю µTorrent тоже не нужен и 7 декабря 2006 года µTorrent перешёл в собственность компании BitTorrent, Inc.. В соответствии с соглашением, основную дальнейшую разработку клиента будет осуществлять BitTorrent, Inc, а Стригеус станет техническим консультантом.
µTorrent останется программой с закрытым исходным кодом, BitTorrent, начиная с 6-й версии, основывается на его исходном коде и имеет почти одинаковый с ним интерфейс. Веб-сайт и форум µTorrent пока останутся без изменений.

### Обновление версии
В версии 1.6 была обнаружена уязвимость, проявляющаяся при очень длинном поле announce в открываемом торрент-файле. Вскоре после этого была выпущена версия 1.7, исправляющая эту уязвимость, а также имеющая полную поддержку Windows Vista.
В версии 3.4.2 build 28913 (32-bit) был обнаружен майнер EpicScale. Вскоре версия с майнером была отозвана.

### µTorrent Pro
15 июля 2011 года компания BitTorrent объявила о подготовке к релизу платной версии программы µTorrent Plus, позже переименованный в µTorrent Pro.
Эта версия предлагает дополнительные функции, такие как интегрированное преобразование файлов, антивирус и встроенный медиаплеер.

### µTorrent Pheon
Проект Pheon — это новый протокол P2P для распространения потоковых данных через Интернет без необходимости использования инфраструктуры и с минимальной задержкой.
22 июля 2011 г. в 20:00 (GMT) начался первый бета-тестинг потокового вещания по протоколу Pheon. Транслировались 1-3 эпизоды сериала Zenith, идущего по каналу Sci-Fi. Для просмотра необходимо было установить клиентское программное обеспечение BTLive.

## Произношение
Согласно названию греческой буквы μ (мю), название клиента следует произносить как «мю-торрент».
Ещё один вариант — «микро-торрент». Здесь обыгрывается небольшой размер программы, а также тот факт, что в системе единиц СИ буква μ соответствует приставке «микро».

## µTP
µTorrent, начиная с версии 1.8.1 (2008), стал поддерживать протокол обмена µTP (Micro Transport Protocol). Полноценная работа протокола возможна при работе с версией µTorrent 2.0 (2010). Работа µTP между µTorrent 1.8.x невозможна.
µTP — транспортный протокол с контролем доставки (подобно TCP) на основе протокола UDP. От TCP отличается другим контролем за переполнением (англ. congestion control), который реагирует раньше, чем соответствующий алгоритм в TCP. Таким образом, при увеличении загрузки канала µTP первым замедляется и отдаёт канал другим приложениям. При использовании TCP канал распределялся равномерно по соединениям, а поскольку у P2P программ обычно существенно больше соединений, чем у других, они просто забирали под себя практически весь канал, увеличивая пинг и делая работу других приложений медленной.
µTP предназначен для более быстрого скачивания, так как работает по протоколу UDP, в котором обмен данными происходит быстрее, чем через протокол TCP. Ускорение достигается за счёт того, что торрент-клиент берёт на себя выполнение нужных функций, отсутствующих в UDP, например, клиент перепроверяет целостность данных и, если блок неверен, скачивает его заново.
Провайдерам сложнее блокировать передачу данных через µTP благодаря тому, что UDP пакеты протокола µTP похожи на трафик, формируемый (к примеру) сетевыми играми. Трафик p2p, передаваемый по TCP, часто блокируется или урезается по сигнатурам. Но на начало 2015 года разработаны относительно надёжные методики выявления трафика µTP вне зависимости от переменных полей в пакетах протокола.
Исходный код реализации протокола µTP был открыт для разработчиков в мае 2010 года.

## Stream
µTorrent с версии 3.0 официально вводит поддержку потокового видео. С помощью данной функции пользователь уже спустя несколько секунд или минут может начать смотреть видео или слушать музыку. Файл загружается последовательно, как если бы он загружался при просмотре через браузер, в отличие от обычной загрузки, где загружаются разные части файла. Это делает доступным просмотр практически сразу же после начала загрузки. Формат TS (Transport Stream) не поддерживается.

## Реклама
Начиная с версии 3.2.2 дистрибутив поставляется со встроенным рекламным модулем в виде ссылки на торрент-файл (как правило, на платную программу), который автоматически загружается при клике. Рекламный блок можно отключить в настройках программы.

## Вирусная активность в µTorrent
При установке торрент-клиента µTorrent (версия 3.4.2 build 28913 и позднее) устанавливалась дополнительная программа EpicScale (имеется возможность отказа от доустановки), которая позволяет использовать ресурсы компьютера во время простоя для распределённых вычислений. Представители µTorrent заверяют, что в настоящее время сеть EpicScale используется для майнинга криптовалюты (без уточнения названия), часть полученных средств идёт на финансирование компании, часть — на благотворительность. По сообщениям русскоязычных СМИ, EpicScale осуществляет процесс «битторент-майнинга». Иноязычные СМИ сообщали, что на самом деле производится майнинг криптовалюты Litecoin. 28 марта 2015 года EpicScale была полностью удалена из инсталлятора и во всех следующих версиях не присутствовала.
В декабре 2021 года при использовании Windows 10 у некоторых пользователей µTorrent, возникла проблема, когда архивный файл µtorrent.zip, скачанный с официального сайта µTorrent как дистрибутив, блокируется фильтром SmartScreen в Microsoft Defender как потенциально нежелательное приложение. В итоге при сканировании персонального компьютера антивирусной программой, выявляется два вируса из семейства OpenCandy. Данная программа проникла в операционную систему скрытным образом через скачивание бесплатного приложения µTorrent. Т.о. вирус прикрепляется к скачиваемой программе и при её скачивании вирус загружается в систему тоже. В результате антивирусная система предпринимает действия по удалению с компьютера программы µTorrent.
Раньше с µTorrent мог скачаться Web Companion (т. н. фейковый вирусный «антивирус»), который мешает пользователю в виде назойливой рекламы в браузере.

## Пасхалки
В окне «О µTorrent» (вызывается через меню Справка → О программе μTorrent) можно найти два так называемых «пасхальных яйца» (отсутствуют в версиях для macOS):
- При нажатии левой кнопки мышки на логотипе программы будет издан аккорд THX.
- При нажатии клавиши T на клавиатуре запустится игра µTris — вариант Тетриса. Её можно поставить на паузу нажатием клавиши P. Управление фигурами производится стрелками на клавиатуре.